# چهارمکنده‌سانان
چهارمکنده‌سانان یا تترافیلیده‌آ (نام علمی: Tetraphyllidea) نام یک راسته از رده کرم‌های نواری است. جانوران این راسته انگل مهره‌داران خون‌سردند.